# V414 Возничего
V414 Возничего (лат. V414 Aurigae), HD 33232 — двойная звезда в созвездии Возничего на расстоянии приблизительно 4552 световых лет (около 1395 парсеков) от Солнца. Видимая звёздная величина звезды — от +8,3m до +8,2m.

## Характеристики
Первый компонент — бело-голубая переменная Be-звезда (BE) спектрального класса B2Vne, или B3. Масса — около 6,348 солнечных, радиус — около 14,234 солнечных, светимость — около 252 солнечных. Эффективная температура — около 8993 K.
Второй компонент — красный карлик спектрального класса M. Масса — около 165,65 юпитерианских (0,1581 солнечной). Удалён на 2,769 а.е..